# In the Grip of a Charlatan
In the Grip of a Charlatan è un cortometraggio muto del 1913: il nome del regista non è riportato dai titoli. Distribuito in sala dalla General Film Company il 7 aprile 1913, il film era interpretato da Tom Moore e da Alice Joyce.

## Trama
Anne Sinclair, interessandosi di scienze occulte, cade sotto l'influenza di Swami Baroudi, un fachiro indù. Caduta in ipnosi, la ragazza viene indotta a recarsi a casa a prendere tutti i suoi gioielli per consegnarli a Baroudi. Costui, non contento, decide di tenersi anche Anne e la nasconde in casa. Lei, disperata, pensa di uccidersi con un coltello di cui è venuta in possesso. Per sua fortuna, Robert, il fidanzato, ritrova nella sua borsetta la carta da visita di Baroudi e, allarmato, conduce dal fachiro i poliziotti che liberano Anne.

## Produzione
Il film fu prodotto dalla Kalem Company.

## Distribuzione
Distribuito in sala dalla General Film Company il 7 aprile 1913.